# The Unicorn (filme)
The Unicorn é um filme de comédia americano de 2018, dirigido por Robert Schwartzman, roteiro escrito por Nick Rutherford, Kirk C. Johnson e Will Elliott de uma história de Schwartzman. É estrelado por Lauren Lapkus, Rutherford, Lucy Hale, Beck Bennett, Dree Hemingway, Darrell Britt-Gibson, Maya Kazan, John Kapelos, Beverly D'Angelo e Kyle Mooney.
Ele teve sua estreia mundial no South by Southwest em 10 de março de 2018.

## Elenco
- Lauren Lapkus como Malory
- Nick Rutherford como Caleb
- Lucy Hale como Jesse
- Beck Bennett como Tyson
- Dree Hemingway como April
- Darrell Britt-Gibson como Charlie
- Maya Kazan como Katie
- John Kapelos como Louis
- Beverly D'Angelo como Edie
- Kyle Mooney como Gabe
- Brittany Furlan como Samantha
- Jeff Grace como Bartender
- Elizabeth Ruscio como Aunt Becky

## Produção
Em julho de 2017, foi anunciado que  Lauren Lapkus, Nick Rutherford, Lucy Hale, Beck Bennett, Dree Hemingway, Darrell Britt-Gibson, Maya Kazan, John Kapelos, e Beverly D'Angelo foram escolhidos para o filme, com Rutherford escrevendo o roteiro. ao lado de Kirk C. Johnson e Will Elliot, de uma história de Robert Schwartzman, que também dirigiria o filme. Schwartzman atuaria como produtor no filme ao lado de Russell Wayne Groves, enquanto Bret Disend, Al Di, Mark Weiss, Jessica James e Bo An atuariam como produtores executivos.

## Lançamento
O filme teve sua estreia mundial no South by Southwest em 10 de março de 2018.